# علي رضا صبوري
علي رضا صبوري (بالفارسية: علیرضا صبوری) هو مهاجم كرة قدم إيراني يلعب مع نادي سردار بوكان في دوري الدرجة الثانية.

## روابط خارجية
علي رضا صبوري على موقع قاعدة بيانات كرة القدم.إي يو (الإنجليزية)